# イブン・トゥールーン・モスク
イブン・トゥールーン・モスク（アラビア語：مسجد أحمد بن طولون）は、エジプトの首都であるカイロにあるモスク。トゥールーン朝の創始者であるアフマド・イブン・トゥールーンによって建設され、879年に完成した。

## 位置
イブン・トゥールーン・モスクは、カイロのサリーバと呼ばれる庶民的な地区に位置している。ここはかつてトゥールーン朝の首都であったカターイーである。

## 歴史

### 背景
イブン・トゥールーンは868年にアッバース朝の総督としてエジプトに派遣された。トルコ人傭兵部隊を率いてエジプトに入った彼はその同年にアッバース朝からの独立を宣言し、トゥールーン朝が成立した。
当時のエジプトの中心はアラブの征服の際に建設された軍営都市であるフスタートであった。しかし、イブン・トゥールーンは首都としてフスタートの北東に新たにカターイーを建設した。彼はそこに宮殿や馬場などの施設を築き、カターイーはトゥールーン朝の行政の中心となった。

### 建設
フスタートにあったエジプト最初のモスクであるアムル・モスクは人口の増加に従って手狭になっていった。そこでイブン・トゥールーンは新たに巨大なモスクを建設することを決めた。モスクの建設は876年に始まり、879年に完成した。

### ファーティマ朝時代の修繕
ファーティマ朝の時代にはイブン・トゥールーン・モスクは、ファーティマ朝のカリフが金曜礼拝を執り行っていた4つのモスクのうちの1つだった。
13世紀にはイブン・トゥールーン・モスクは北アフリカからマッカへ向かう巡礼者たちのキャラバンサライとして用いられた。14世紀には主礼拝室の角に2つのミナレットが設けらたが、そのうち1つはやがて取り除かれた。19世紀にはモスクは工場として用いられ、後には精神病院として用いられた。

## 建築
石製のミナレットを除き、モスクの大部分は焼き煉瓦でつくられた。また、柱には円柱ではなく角柱が用いられた。これまでのエジプトでは石や円柱を用いるのが一般的だった。
煉瓦や角柱が用いられた理由を巡っては様々な説がある。大理石の円柱は火に弱いというものや、キリスト教徒の建築家が、教会の円柱が建材として用いられるのを防ぐために角柱を進言したというものが挙げられる。しかし、最大の理由は、煉瓦や角柱がよく用いられるサーマッラーのモスク建築に影響を受けているためである。

### 本体
モスク本体は123メートル×140メートルの大きさである。

#### 中庭

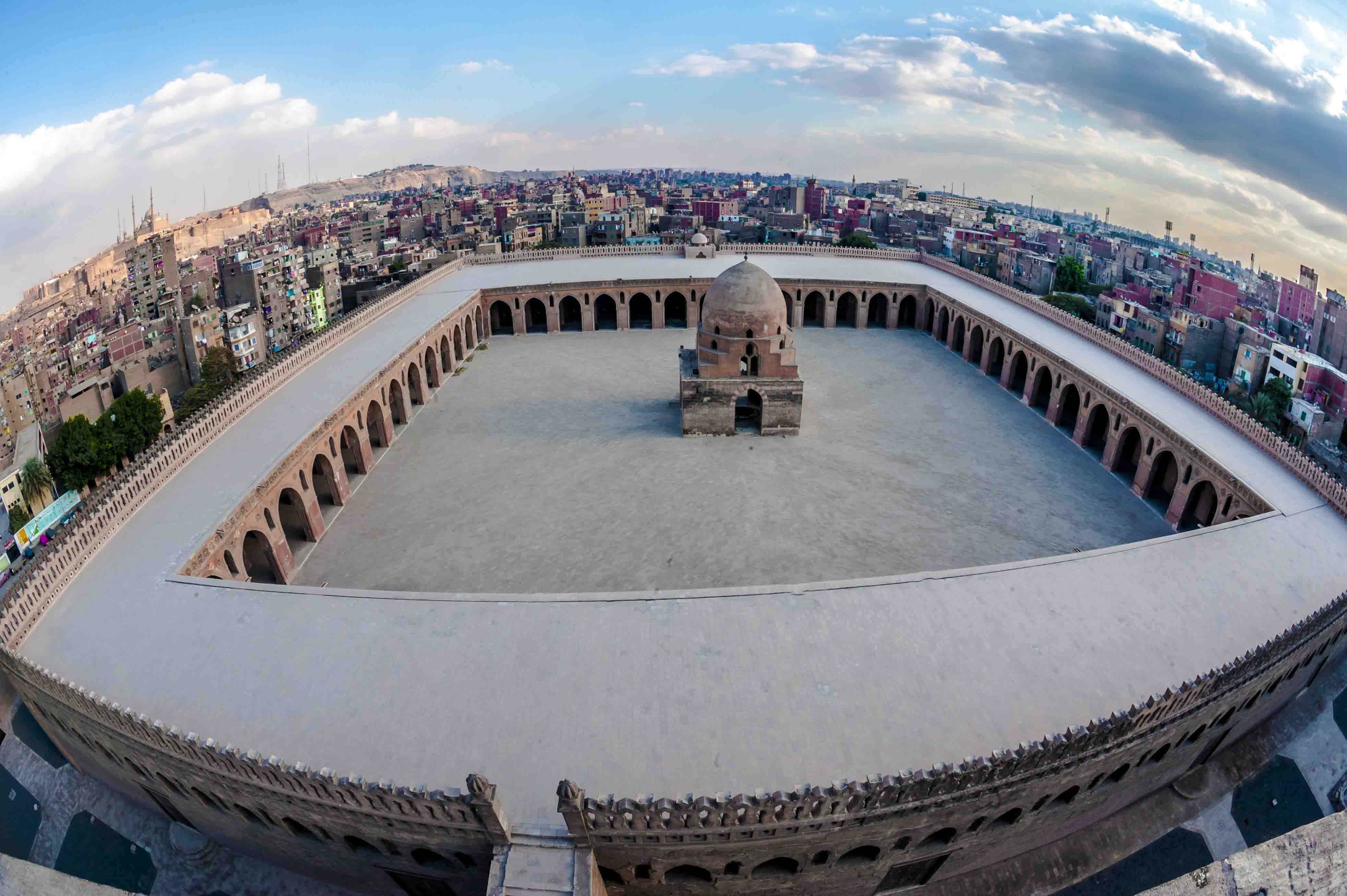
モスクの中庭と回廊

中庭は92メートル四方である。中庭の中央には手足を清めるための噴水が置かれている。噴水はドームで覆われており、四方が開かれた状態になっている。この噴水は13世紀にマムルーク朝のスルターンであるラージーンによって設置された。モスクの設立当初から噴水は設置されていたが、これは986年に火災によって崩壊した。

#### 回廊
中庭の四方は回廊に囲まれている。主礼拝室は他の3辺よりも柱列が多く、キブラ壁に並行して5列の柱列がある。他の3辺の柱列は3列である。柱は2.46メートル×1.27メートルの角柱であり、それぞれの柱は4.4メートルの間隔が空いている。
柱列は列柱アーチであり、角柱が用いられた。角柱の四辺には円柱状の装飾があり、上部は精巧な浮彫が行われている。

#### ミフラーブ

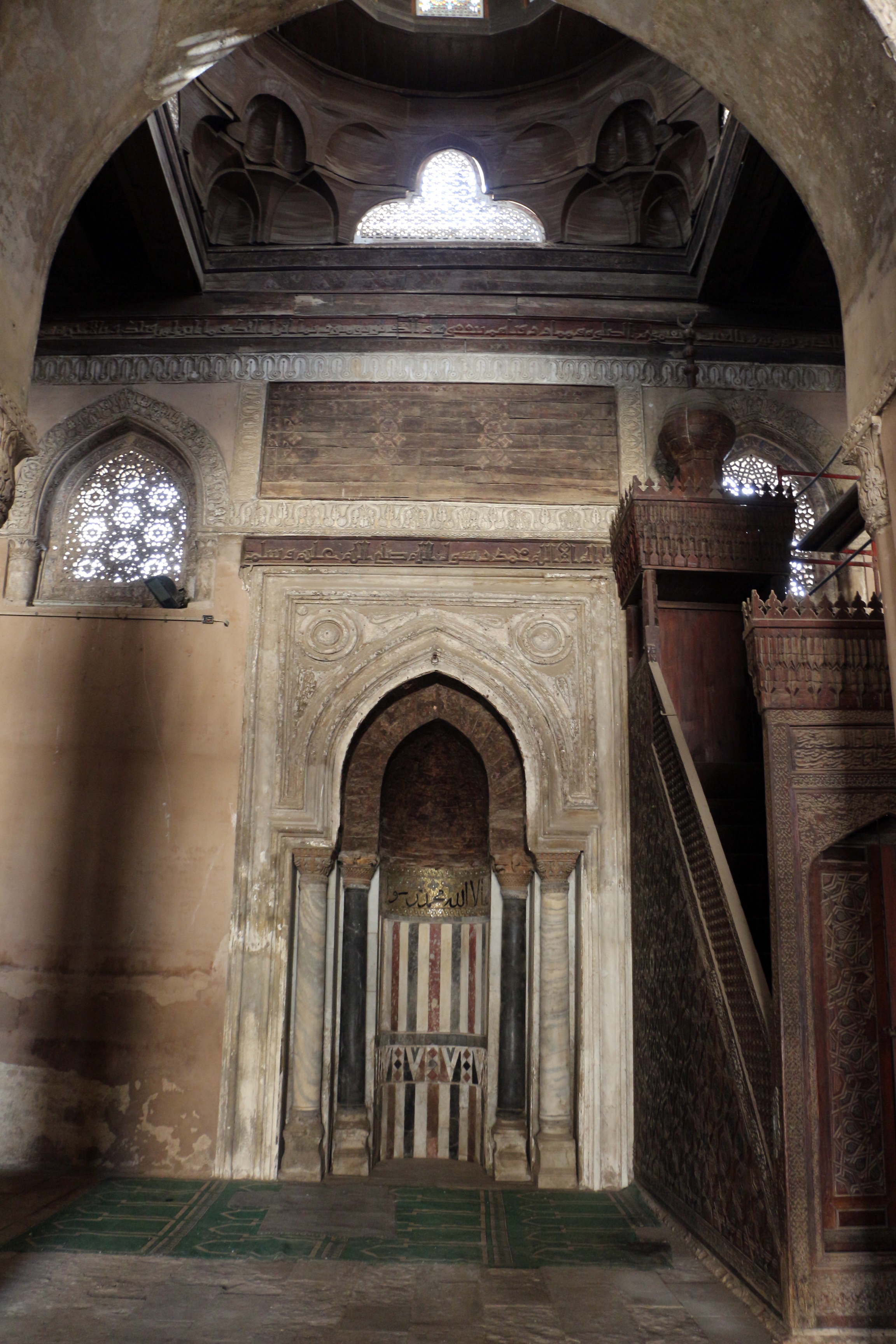
主礼拝室のミフラーブ

イブン・トゥールーン・モスクには6つのミフラーブが設置されている。こうしたミフラーブは時代が経るにつれて増やされた。主なミフラーブはキブラ壁に設けられているもので、モスクのなかで最も大きいものである。また、このモスクのミフラーブのなかで唯一窪みが設けられている。このミフラーブのしっくいは建設当初のものであるが、内側の装飾はマムルーク朝のスルターンであるラージーンによって行われた。

#### ディッカ

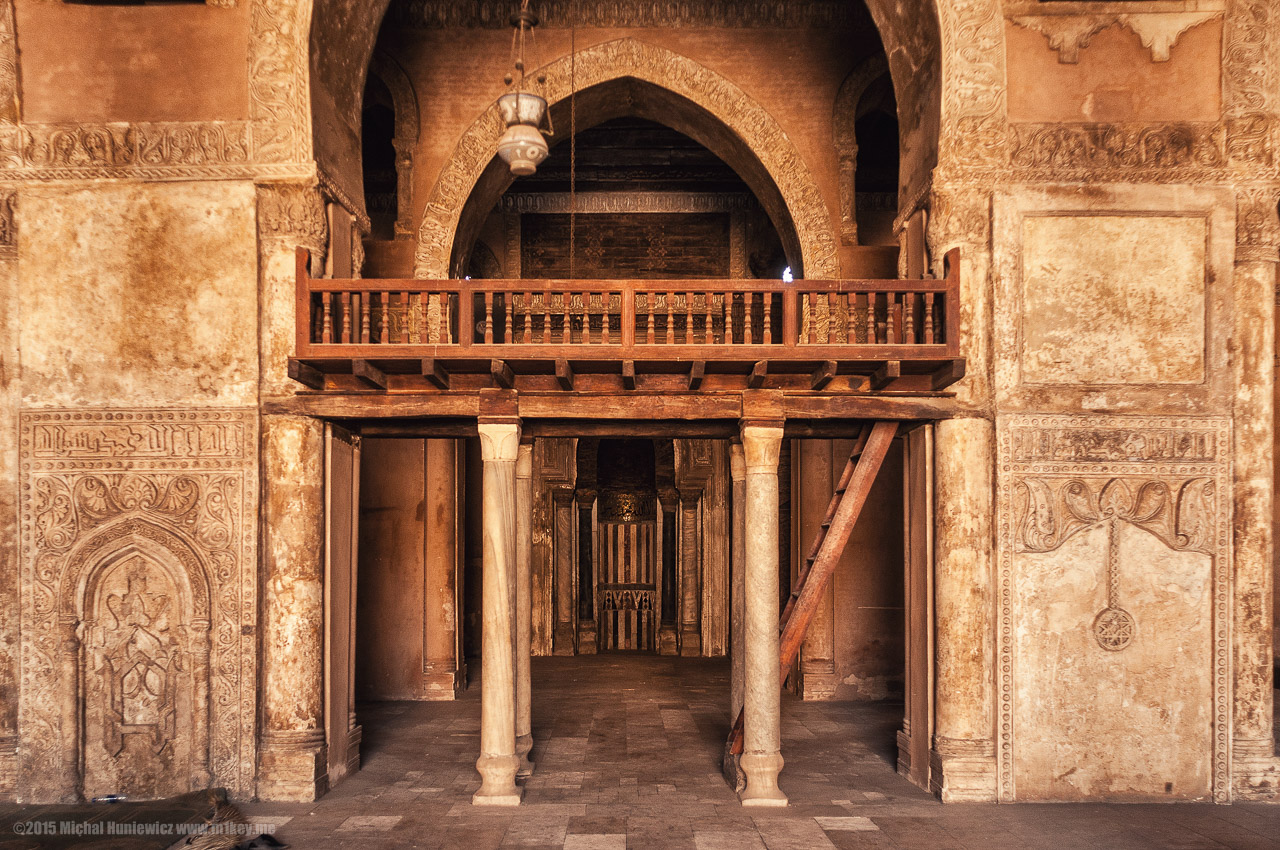
ディッカ

主礼拝室の中庭側にはディッカと呼ばれる木製の建造物が設置されている。ディッカはクルアーンの朗唱や礼拝の呼びかけに用いられた。

#### 装飾
イブン・トゥールーン・モスクの装飾にはビザンツとサーマッラーの両方の影響が見られる。例えば窓はビザンツ様式の影響を受けたダマスクスにあるウマイヤ・モスクとの共通点が見られるが、アーチや入り口はサーマッラー様式である。

### 外壁

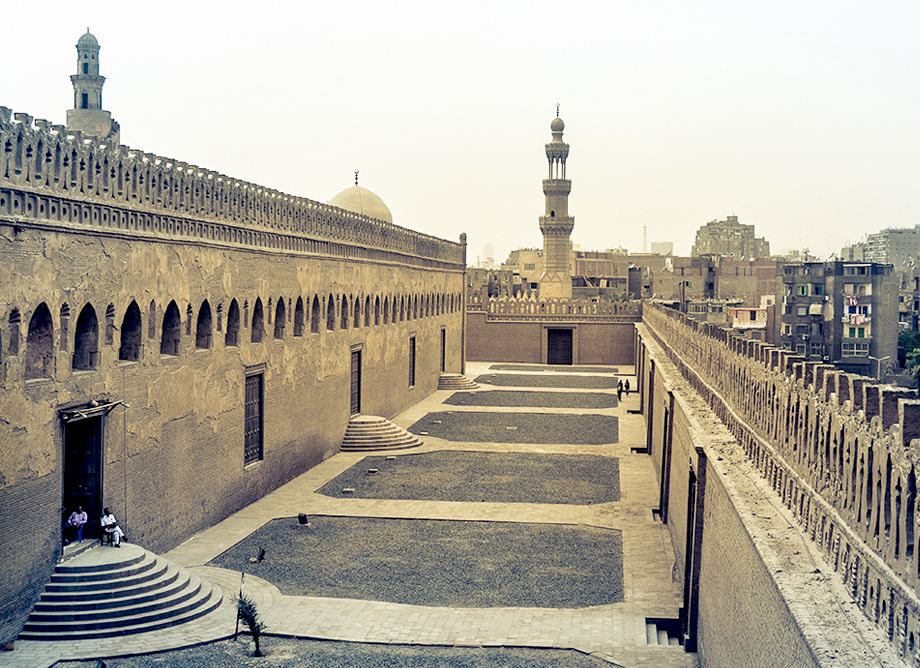
モスクのジヤーダ。左側がモスク本体で右側が外壁である。

モスク本体の外側には162メートル四方の外壁がある。ただし、キブラ璧はこの外壁と一体化している。外壁には21個の門があった。これらの門は単なる入り口であり、目立った装飾はされていなかった。かつてはモスクの外側はスークで囲まれており、外壁の門には「菓子屋門」や「シロップ売りの門」といった名称が付けられていた。
モスク本体の壁とモスクの外壁の間の空間はジヤーダと呼ばれる。ジヤーダからモスク本体への入り口は東西に7個ずつ、北に6個ある。
キブラ壁にはdar al-imaraと呼ばれた宮殿が接しており、イブン・トゥールーンはここからキブラ璧にある2つの小さな入り口を通ってモスクに出入りしていた。

### ミナレット

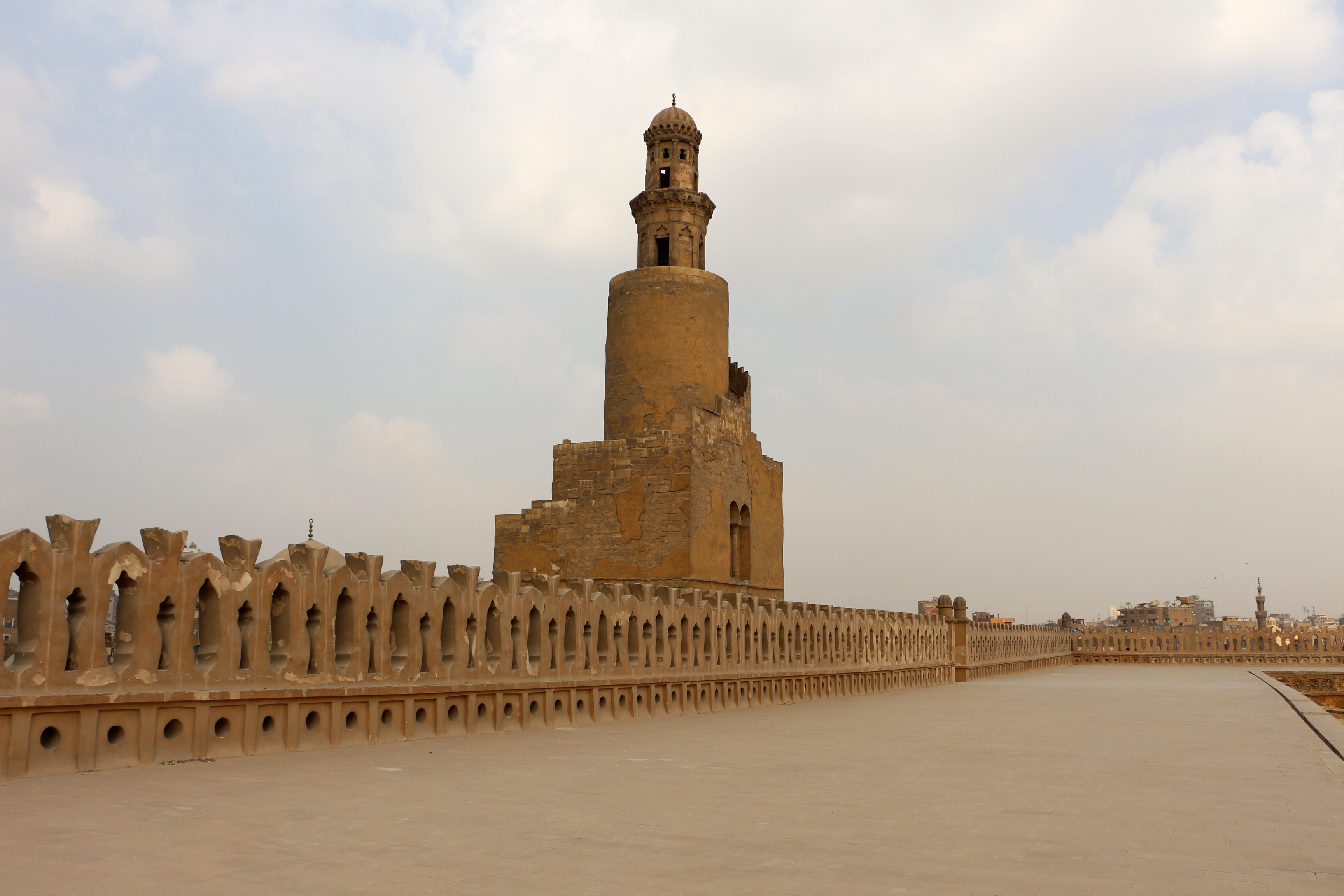
モスクのミナレット

イブン・トゥールーン・モスクのミナレットは北側のジヤーダに位置している。ミナレットは外階段が設けられた石製の建造物で、上部はマムルーク朝の様式を取っている。
現在残っているミナレットを巡っては、イブン・トゥールーンが建設したものをラージーンが改築したという説と、ラージーンが全て建設したという説があり、建設年代は分かっていない。